# Aspect Software
Aspect Software ist ein Software- und IT-Dienstleistungsunternehmen, das Lösungen für Kommunikationsprozesse in Contact Centern und im Unternehmen bietet. Dazu gehören Software und Dienstleistungen für die technische Verwaltung und Steuerung der Kundenkommunikation, für die Personaleinsatzplanung und für die Optimierung des Mitarbeitereinsatzes (workforce optimization) im Bereich Kundenkontakte. Nach der Übernahme von Noble Systems Corporation in 2021 firmiert das Unternehmen als Alvaria, Inc.

## Geschichte
Aspect Software wurde in 1973 als Aspect Communications gegründet. Es folgten einige Unternehmensübernahmen im Bereich Call- und Contact-Center-Technologie.

## Marktposition
Im Segment Personaleinsatzplanung ist Aspect laut dem Marktbericht „2011 World Contact Center Workforce Management Systems“ von Pelorus Associates, einem unabhängigen Marktforschungs- und Beratungsunternehmen, mit weltweit 29,7 Prozent Marktanteil führend.

## Produkte
Das Hauptprodukt im Bereich Kundenkontakt-Management ist Aspect Unified IP, eine Software, die wesentliche Contact-Center-Funktionen integriert: die Verteilung eingehender Anfragen, ausgehendes Telefonieren, Sprachportal, Internetkontakt, Selbstbedienungs-Anwendungen sowie vereinheitlichte Kommunikation und Zusammenarbeit.